# Cunina oligotis
Cunina oligotis är en nässeldjursart som beskrevs av Ernst Haeckel 1879. Cunina oligotis ingår i släktet Cunina och familjen Cuninidae. Inga underarter finns listade i Catalogue of Life.